# Tacoma Tides
O Tacoma Tides foi um clube americano de futebol com sede em Tacoma, Washington, que era membro da American Soccer League.

## História
Embora não tenha vida longa, o clube é lembrado hoje por seu goleiro reserva - o hoje conhecido técnico americano de futebol  Bruce Arena.
Em seu único ano de existência, o Tides terminou em segundo lugar na Divisão Oeste da ASL. Eles derrotaram o Utah Golden Spikers nas quartas de final do playoff, por 2–1, depois perderam na prorrogação para o eventual campeão Los Angeles Skyhawks nas semifinais por 2–1.